# As Maus
As Maus o Meaus és un vilatge de la parròquia de Tosende al municipi de Baltar. Tenia 35 habitants l'any 2011 segons dades de l'INE i de l'IGE, dels quals 16 eren homes i 19 dones. Això suposa una disminució de la població respecte del 2010, quan tenia 36 habitants (18 homes i 18 dones). Segons l'INE, l'any 2007 tenia 38 habitants (19 homes i 19 dones), la qual cosa suposa una disminució de 9 habitants amb relació a l'any 2000.
Juntament amb els llocs de Rubiás i Santiago de la parròquia de Rubiás dos Mixtos (municipi de Calvos de Randín) formava part de Couto Mixto fins al 1864.